# Notophyson
Notophyson is een geslacht van vlinders van de familie spinneruilen (Erebidae), uit de onderfamilie Arctiinae.

## Soorten
- N. brotes Druce, 1895
- N. buckleyi Druce, 1895
- N. heliconides Swainson, 1833
- N. praxila Druce, 1895
- N. tiresias Cramer, 1776